# Leo Hugot

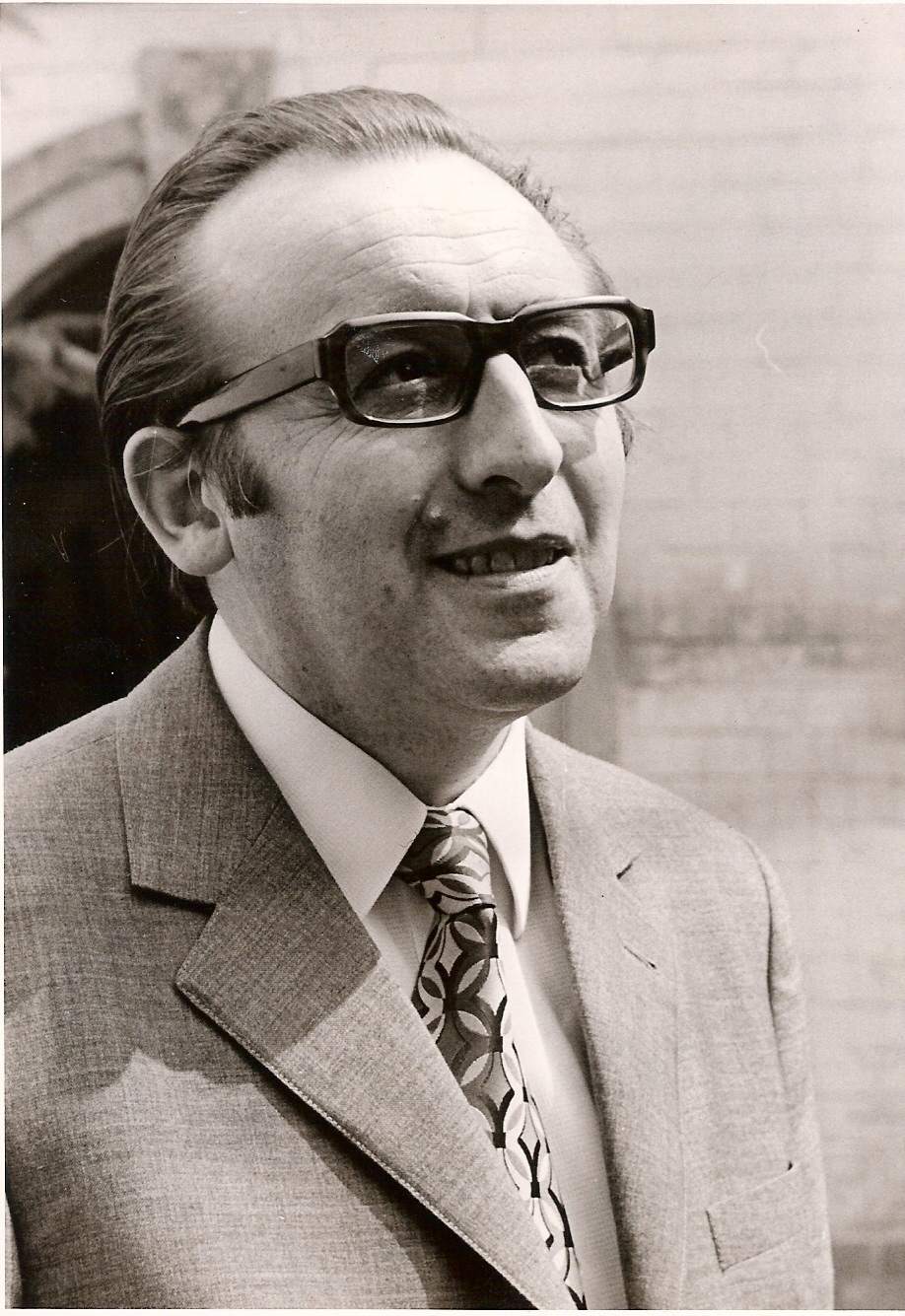
Porträt von Leo Hugot

Leo Hugot (* 3. Januar 1925 in Aachen; † 26. August 1982 ebenda) war ein deutscher Architekt und Bauhistoriker.
Als Architekt, Dombaumeister und Stadtkonservator hat Leo Hugot sich um die Stadt Aachen und das Erbe Karls des Großen in der Nachkriegszeit verdient gemacht.

## Leben und Werk
Leo Joseph Hugot wurde als einziger Sohn von Josefine Hugot, geborene Alt, und Leonhard Hugot geboren. Die Familie wohnte in Aachen-Burtscheid. Dort besuchte Leo Hugot acht Jahre die Volksschule. Der Aachener Domkapellmeister Theodor Bernhard Rehmann wurde auf den jungen begabten Domsingknaben Leo Hugot aufmerksam und ermöglichte ihm den Besuch des Aachener humanistischen Kaiser-Karls-Gymnasiums.
Nach der Versetzung in die letzte Klasse des Gymnasiums wurde Hugot 1943 zum Reichsarbeitsdienst einberufen. Ab 1943 war er Infanterist und gelangte als Funker zum Heeresnachrichtendienst. Im September 1944 geriet er in Frankreich für zweieinhalb Jahre in Gefangenschaft.
Nach seiner Heimkehr erlangte er im Juni 1948 durch einen Sonderlehrgang am Kaiser-Karls-Gymnasium die allgemeine Hochschulreife. 1949 nahm Hugot das Studium der Architektur an der RWTH Aachen auf. Neben seinem Studium (1949–1954) an der Fakultät für Bauwesen arbeitete Leo Hugot in den Semesterferien am Aachener Dom regelmäßig als Praktikant und Hilfspolier bei der Bauunternehmung Robert Grünzig.
Nach Abschluss des Studiums 1954 mit dem Grad eines Diplom-Ingenieurs war Hugot örtlicher Bauleiter an der Aachener Dombauhütte unter Dombaumeister Felix Kreusch. Hugots Vorliebe für Baugeschichte war diese Tätigkeit an einem frühmittelalterlichen Baudenkmal ersten Ranges sehr förderlich. Bald veröffentlichte er Arbeiten über die Rekonstruktion des karolingischen Westbaues, über das Zahlenschema der Pfalzkapelle und über die Stellung des Königsthrones.
Von 1956 bis 1969 wohnte und arbeitete Leo Hugot im Haus „Klosterplatz 1“. Von 1969 bis zu seinem Tod 1982 waren Wohnhaus und eigenes Architekturbüro im Hause „Hof 9“ in Aachen. Da sein besonderes Interesse und Können der Denkmalpflege und der Baugeschichtsforschung des Doms und der Baudenkmäler der Stadt Aachen galt, wurde Leo Hugot 1969 Aachener Stadtkonservator und 1974 Dombaumeister.
Eine archäologische Untersuchung der Propsteikirche in Kornelimünster ließ eine reiche Baugeschichte des ehemaligen Benediktinerklosters sichtbar werden. Über diese Arbeit promovierte Leo Hugot 1965 bei Willy Weyres an der RWTH in Aachen.

Pfalzmodell nach Leo Hugot 1981 Rekonstruktion der karolingischen Königshalle mit Verbindungsbauten zur Pfalzkapelle und Atrium

Zur Europarat-Ausstellung „Karl der Große“ im Jahr 1965 hatte Hugot ein Modell der Aachener Pfalz zu fertigen. Seit dieser Zeit beschäftigte er sich intensiver mit dem Aachener Rathaus und konnte sowohl die Königshalle als auch den Wohnbau Karls des Großen nachweisen.
Im Bereich des Aachener Quirinusbades gelang ihm 1967/68 u. a. die Freilegung eines römischen Kultbezirks, von dem zwei Tempel und die Architektur der Wandelhallen gesichert werden konnten. Unter den Häusern „Hof 7/9“ erforschte und rekonstruierte Hugot das ehemalige Blasius-Hospitium. Nach seinen Plänen wurde das kriegszerstörte Quirinusbad mit rekonstruierter Fassade des Vorgängerbaus von Adam Franz Friedrich Leydel, nunmehr als Pfarrhaus, neu aufgebaut.
Als Stadtkonservator (seit 1969) galt Hugots Sorge dem großen Bestand denkmalwerter Häuser, die er einzeln und als Ensemble zu schützen und erhalten verstand. Das „Haus Löwenstein“ und das Haus „Ejjene Keiser Karl“ wurden nicht zuletzt durch Hugot vor dem Abriss gerettet. Die Stadtkernsanierung, die Hugot mit dem fundamentalen Wissen baugeschichtlicher Entwicklung behutsam betrieben hat, fand weit über Aachen hinaus Anerkennung. 1975 wurde Leo Hugot der Architekturpreis NRW des Bund Deutscher Architekten (BDA) wegen der städtebaulichen Gestaltung nach einem von ihm entwickelten Konzept der Wiederherstellung der alten Straßenführungen und der Maßstäblichkeit der ursprünglichen Altstadtbebauung verliehen. 1976 wurde ihm „für seine Verdienste um die archäologische Erforschung des Rheingebietes, für Bauforschungen und denkmalpflegerische Erhaltung mittelalterlicher Bauwerke im Aachener Raum“ den Albert-Steeger-Preis des Landschaftsverbandes Rheinland verliehen.
1978 konnten die von Hugot entworfenen Aachener Rathaustürme, angelehnt an die historische Formensprache des Mittelalters, errichtet werden. Das Domkapitel in Aachen übertrug ihm in seinem Amt als Dombaumeister die statische Sicherung der Chorhalle durch ein kombiniertes Ringankersystem mittelalterlicher- und neuzeitlicher Eisen-Schweißtechnik. Die Sicherheitskontrolle und Funktionstüchtigkeit des neuen technischen Systems unterzeichnete Hugot zwei Tage vor seinem plötzlichen Tod im August 1982. Im Jahr 1979 hatte Hugot für die Aachener Heiligtumsfahrt ein neues Dommuseum und einen atomsicheren Dombunker einrichten lassen. Im gleichen Jahr wurden die von Hugot initiierten und wieder neu geöffneten, modern verglasten Chorhallenfenster eingeweiht.
Leo Hugot hat zahlreiche Kirchen in Aachen, im Nachbarland Belgien, in der Eifel und in Köln (St. Gereon und St. Kunibert) nach dem Krieg wieder aufgebaut oder  restauriert, umgebaut und ausgestattet.
Er übte viele Ehrenämter in Kirche und Gesellschaft aus. Unter anderem war er Mitgründer und Vorsitzender des Chores Capella Aquensis. Zahlreiche Vereine, die der Heimatpflege, der Kunst und Musik, der Geschichte und Denkmalpflege verpflichtet sind, unterstützte Hugot aktiv durch Mitgliedschaft und Vorträge.

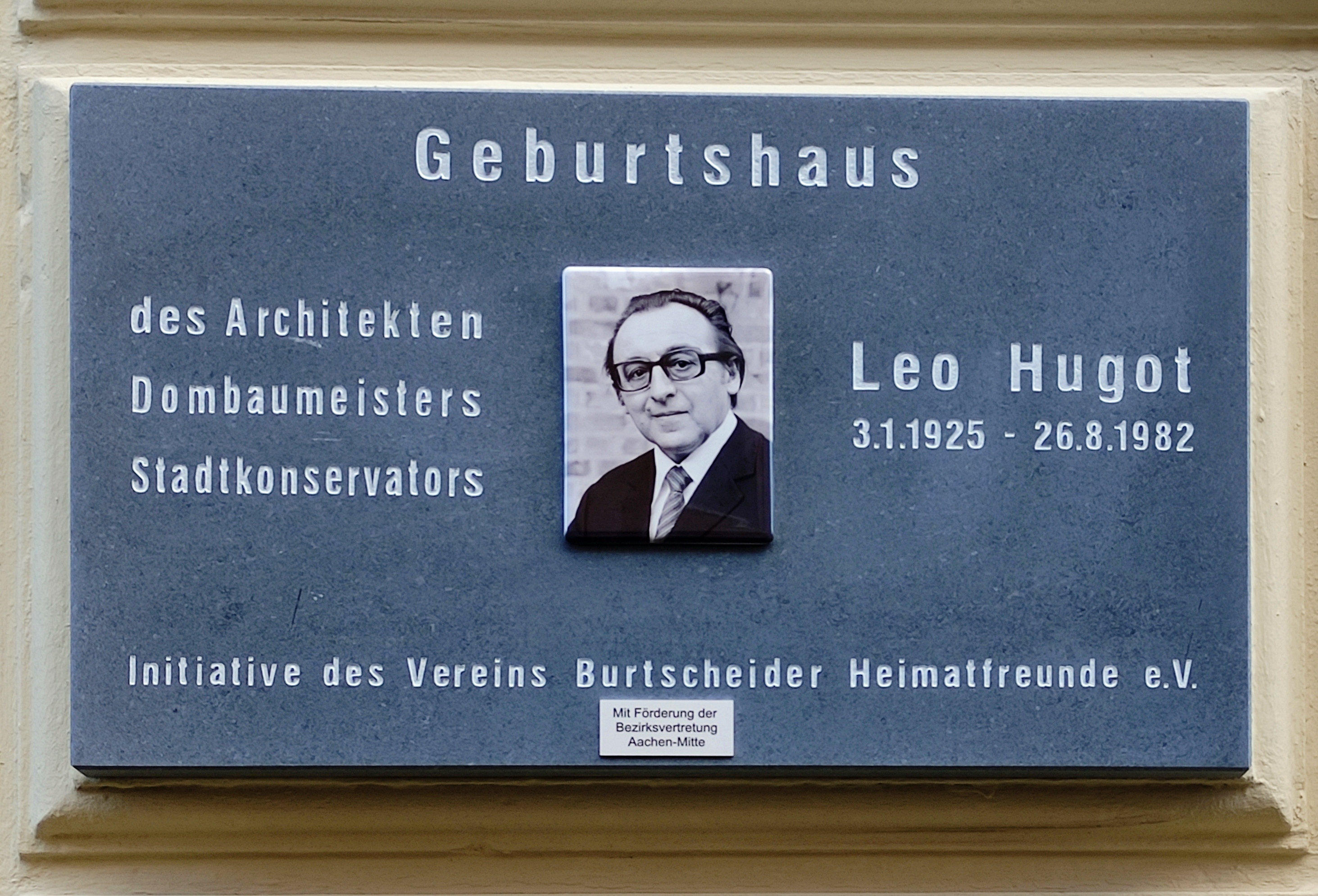
Gedenktafel am Geburtshaus

1969 wurde er von Kardinal-Großmeister Eugène Kardinal Tisserant zum Ritter des Ritterordens vom Heiligen Grab zu Jerusalem ernannt und am 25. Oktober 1969 im Bamberger Dom durch Lorenz Kardinal Jaeger, Großprior der deutschen Statthalterei, investiert. Er war zuletzt Leitender Komtur der Komturei Carolus Magnus in Aachen.
Am 26. August 1982 starb Leo Hugot mit 57 Jahren völlig unerwartet an einem Herzinfarkt in seinem Büro. Er hinterließ seine Frau Dorothée Hugot (1929–2023), zwei Töchter und zwei Söhne und wurde in der Familiengruft auf dem Heißbergfriedhof Burtscheid/Aachen bestattet. Zum 30. Todesjahr fand am 9. November 2012 im Krönungssaal des Aachener Rathauses ein Fachkolloquium zum Gedächtnis an Leo Hugot statt. Ein Großteil seines Nachlasses wurde von den Erben im Jahr 2013 der Stadt Aachen zwecks Digitalisierung zur Verfügung gestellt, um ihn danach einer breiten Öffentlichkeit zugänglich zu machen.  Am 6. Oktober 2015 wurde ein Depositalvertrag zwischen der Familie Hugot und dem Stadtarchiv Aachen unterzeichnet und der gesamte Nachlass von Leo Hugot mit Zeichnungen, Plänen, Fotos, Notizbüchern und Manuskripten wurde dem Stadtarchiv zur Lagerung und Bearbeitung (Digitalisierung) überlassen. Am 3. Januar 2022 weihte der Verein „Burtscheider Heimatfreunde e. V.“ eine Gedenktafel an Leo Hugots Geburtshaus in der Malmedyerstrasse 13 (vormals Ellerstrasse 13) in Aachen-Burtscheid ein.

## Ehrungen
- Ritter vom Heiligen Grab (1969)
- Architekturpreis NRW des BDA (1975)
- Albert-Steeger-Preis des Landschaftsverbandes Rheinland (1976)
- Krüzzbrür-Orden (1979)

## Veröffentlichungen
- Festliche Tage für unser Bistum. In: Kirchenzeitung für das Bistum Aachen 1955, Nr. 40, S. 9ff.
- Die neue Bischofsgruft am Aachener Dom – Der Befund des aufgehenden Mauerwerks. in: Zeitschrift des Aachener Geschichtsvereins (ZAGV) 68, 1956, S. 427–433.
- Neue Forschungen zur römischen Bücheltherme in Aachen. In: Aachener Kunstblätter 19/20, S. 85–89, Aachen 1961.
- Der Westbau des Aachener Domes. In: Aachener Kunstblätter 24/25, 1963, S. 108–126.
- Zur Fassadengestaltung des Hauses Löwenstein. In: ZAGV 74/75, S. 477–482.
- Die römischen Büchelthermen in Aachen. In: ZAGV 74/75, S. 458–466.
- Die ehemalige Reichsabtei in Kornelimünster. In: Kunst und Altertum am Rhein. Nr. 8, Ausstellungskatalog Düsseldorf 1963, S. 85–91.
- Die römischen Büchelthermen in Aachen. In: Bonner Jahrbücher 163, 1963, S. 188–197.
- Das Westoratorium der ehemaligen Abteikirche Kornelimünster nach 1500. In: Joseph Hoster, Albrecht Mann (Hg.): Vom Bauen, Bilden und Bewahren. Festschrift für Willy Weyres. Köln 1964, S. 101–119.
- Johann Joseph Couven zum Gedenken. In: Heimatblätter des Landkreises Aachen 20, Heft 1.
- Das Modell der Aachener Pfalz. In: Karl der Große – Werk und Wirkung. Ausstellungskatalog, Aachen 1965, S. 395–401.
- Die Königshalle Karls des Großen in Aachen. In: Aachener Kunstblätter 30, 1965, S. 38–48.
- Kornelimünster – Untersuchungen ü̈ber die baugeschichtliche Entwicklung der ehemaligen Benediktinerklosterkirche. Dissertation an der RWTH Aachen, Aachen 1965.
- Die Pfalz Karls des Großen in Aachen. In: Karl der Große. Band III: Karolingische Kunst. Düsseldorf 1965, S. 534ff
- Das Himmlische Jerusalem – Gottesstadt auf Erden. Zur Heiligtumsfahrt in Kornelimünster. In: Kirchenzeitung für das Bistum Aachen, 1965, Nr. 28, S. 12.
- Mittelalterliche Fresken in der Probsteikirche zu Kornelimünster. In: Heimatblätter des Landkreises Aachen 21 (1965), Heft 4, S. 83–86.
- Die Pfalzkapelle Karls des Großen in Zahl und Maß als Abbild des Himmlischen Jerusalem zum Karlstag 28. 1. 1966. In: Aachener Volkszeitung (AVZ) vom 27. Januar 1966.
- Kornelimünster – Untersuchungen über die baugeschichtliche Entwicklung der ehemaligen Benediktiner-Klosterkirche. Bonn 1968 (Rhein. Ausgrabungen 2, Beihefte der Bonner Jahrbücher 26)
- Lebendige Vergangenheit im Bild – Die Bau- und Kunstdenkmäler im Landkreis Aachen. Aachen 1968
- Der Wohnbau Karls des Großen in der Kaiserpfalz zu Aachen. In: Das Rheinische Landesmuseum Bonn 1/69, 1969, S. 9–11.
- Ein römischer Kultbezirk mit gallo-römischen Tempeln in Aachen. In: Das Rheinische Landesmuseum Bonn 5/69, 1969, S. 72.
- Das Haus Löwenstein. In: Aachen – Bilder und Berichte, Heft 39, 1973, S. 15–18.
- Presseamt der Stadt Aachen (Hg): Das Rathaus zu Aachen. Aachen 1973.
- Siedlungsgeschichte der Stadt Aachen. In: Festschrift aus Anlass der Fertigstellung des Sanierungsgebietes I. Aachen 1975.
- Das Stadtviertel Kockerellstraße. In: Festschrift aus Anlass der Fertigstellung des Sanierungsgebietes I. Aachen 1975.
- Judengasse und Jakobstraße. In: Festschrift aus Anlass der Fertigstellung des Sanierungsgebietes I. Aachen 1975.
- Denkmalpflege – Stadtsanierung. In: Festschrift aus Anlass der Fertigstellung des Sanierungsgebietes I. Aachen 1975.
- Der Krönungsthron im Aachener Dom. In: Bericht über die 29. Tagung für Ausgrabungswissenschaften und Bauforschung V 76 in Köln der Koldewey-Gesellschaft, S. 36–42, o. O. 1976.
- Referat zur Verleihung des Albert Steeger Stipendiums 1976 „für seine Dienste um die archäologische Erforschung des Rheingebietes, für Bauforschungen und denkmalpflegerische Erhaltung mittelalterlicher Bauwerke im Aachener Raum“. In: Niederrheinisches Jahrbuch, Albert Steeger Stipendium, Krefeld 1976.
- Die Wasserversorgung des römischen Ortes Aachen. In: Deutsche Architekten–Ingenieur–Zeitschrift 8/9 1977, S. 8–10.
- Aachener Steinzeug. In: Steinzeug aus dem Raerener und Aachener Raum. Aachen 1977, S. 225–271 (Aachener Beiträge für Baugeschichte und Heimatkunst Bd. 4).
- Das Kloster Inda und der Klosterplan von St. Gallen. In: ZAGV 84/85, 1978, S. 473–498.
- Bautätigkeit und archäologische Beobachtungen am Dom. In: Karlsverein – Zur Wiederherstellung des Aachener Doms. Bericht 1974/1975, Aachen 1978, S. 6–41.
- Aachen, Dom, Chorhalle. In: Die Parler und der schöne Stil 1350–1400. Europäische Kunst unter den Luxemburgern. 1. Band, S. 121–125.
- Aachen – Kornelimünster, Geschichte, Denkmäler und Schätze. 2. neubearbeitete Auflage (Rhein. Kunststätten 66), Köln 1979.
- Die Abtei Inda – Kornelimünster. In: V. A. Schneider (Hrsg.): Und sie folgten der Regel Sankt Benedikts. Köln 1980, S. 257–263.
- Ein römischer Figurentorso. In: Aachener Kunstblätter 49, 1980, S. 7–13.
- Ausgrabungen und Forschungen in Aachen. In: Aquae Granni. Beiträge zur Archäologie von Aachen. Bonn 1982 (Rheinische Ausgrabungen, 22), S. 115–173.
- Die Grabstätte im Westbau des Aachener Münsters. „Da sie nicht wussten, wo die Gebeine des Kaiser Karls ruhten“ – Neue Erkenntnisse zu einer Streitfrage. In: AVZ, 6. März 1982.
- Archäologische Beobachtungen im Stadtgebiet Aachen im Jahre 1981. In: ZAGV 88/89, 1982, S. 251–266.

Posthum
- Baugeschichtliches zum Grab Karls des Großen. Mit einem Vorwort von E. G. Grimme. In: Aachener Kunstblätter, Bd. 52, 1984, S. 13–28.
- Dorothée Hugot: Die Erneuerung des mittelalterlichen Ringankersystems der Chorhalle durch Dombaumeister Dr. Leo Hugot und die damit verbundene Öffnung der beiden mittelalterlichen Fenster. Aachener Karlsverein (Hrsg.), Aachen 1984.
- Leo Hugot †: Der Dom zu Aachen. Nach Manuskripten verfasst von Dorothée Hugot. Aachen 1986.